# 佐久地域

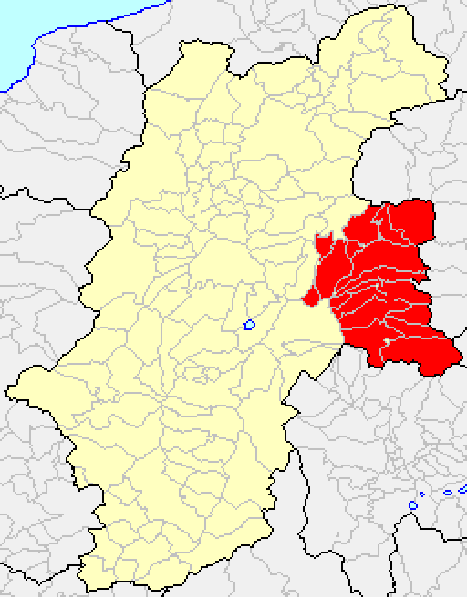
赤い部分が佐久地域。

佐久地域（さくちいき）は、長野県東信地方の小諸市、佐久市を中心とした地域のことを指す名称で、県を10地域に分けるときに用いられる。佐久地方と呼ばれることもある。

## 概要
佐久広域連合の範囲に一致する。人口は221,752人（2005年8月1日現在）。北西部は上田地域、南西部は諏訪地域、北部および東部は群馬県、南部は山梨県と接している。
碓氷峠や内山峠を介して群馬県と隣接し、長野県の中では関東地方との繋がりが最も深い地域である。南佐久郡では山梨県中北地域との交流も活発である。
古来より北国街道の起点であり、また中山道が域内を通過している。碓氷峠は信濃国と上野国を隔てる要衝であり、かつ有名な難所であった。このような地理的な事情から、戦国時代においては武田信玄の信濃平定や、武田氏滅亡後の織田信長家臣による信濃支配、さらに天正壬午の乱に於ける徳川家康による信濃平定において、佐久地域は諏訪地域とともに重要な拠点と位置づけられた。
近代以降も北陸新幹線や1997年にJRから分離移管された信越本線（現・しなの鉄道線）、上信越自動車道、中部横断自動車道、国道18号、国道254号、国道142号などの交通網が集中しており、関東地方から長野県各地、また新潟県や山梨県への交通・物流の拠点となっている。国道141号は佐久地域を横断している。
軽井沢や蓼科などが主要な観光地である。
経済の中心地はかつては小諸市であったが、1990年代以降、上信越自動車道の開通や北陸新幹線開業によってバイパス道路などの整備が進んだことで急激に経済成長を果たした佐久市が取って替わり、2000年には小諸都市圏が佐久都市圏に包含されるに至った。

## 市町村
該当市町村は長野県による定義である。
- 小諸市
- 佐久市
- 北佐久郡
  - 軽井沢町
  - 立科町
  - 御代田町
- 南佐久郡
  - 佐久穂町
  - 小海町
  - 川上村
  - 南牧村
  - 南相木村
  - 北相木村

これらに加えて東御市の北御牧地区（旧北佐久郡北御牧村）を佐久地域と見なす場合がある。
地理的・交通網による地域間の関連性という点では、次のような3地域に別けることができる。
- 佐久地域北部：小諸市、軽井沢町、御代田町

佐久盆地の北端であり、浅間山の南麓～南東麓に相当する。しなの鉄道線や国道18号が縦貫しており、隣接する東御市や上田市との交流が盛んである。
- 佐久地域中部：佐久市、佐久穂町、立科町

佐久盆地の中心部から南端の範囲であり、蓼科山の北麓～東麓に相当する。東西に国道142号、南北に国道141号が走っており、佐久平駅を中心に都市圏が形成されている。佐久穂町は佐久地域南部とみなす場合がある。
- 佐久地域南部：小海町、川上村、南牧村、南相木村、北相木村

南佐久郡の南部に相当し、奥秩父山塊と八ヶ岳・蓼科山に挟まれた峡谷状の地域である。南端に野辺山高原が広がっており、隣接する清里高原や山梨県北杜市・韮崎市への交流が盛んである。南相木村と北相木村の2村は小海町を通過しなければ他の市町村へ移動することができない。

## 所在地
- 佐久地域振興局 - 佐久市跡部65番地1（〒385-8533）